# Hirooki Arai
Hirooki Arai, född 18 maj 1988, är en japansk friidrottare.
Arai blev olympisk bronsmedaljör på 50 kilometer gång vid sommarspelen 2016 i Rio de Janeiro.